# Nelima parva
Nelima parva is een hooiwagen uit de familie Sclerosomatidae.